# Luca Waldschmidt
Luca Waldschmidt (ur. 19 maja 1996 w Siegen) – niemiecki piłkarz występujący na pozycji napastnika, reprezentant Niemiec. Jest wychowankiem Eintrachtu Frankfurt.